# اندیس کوه سوزو
کوه سوزو یک اندیس فلزی است که در حوالی شهر پاکدار استان کرمان قرار دارد و مادهٔ معدنی موجود در آن، مس است. سنگ میزبان این اندیس دیوریت، تونالیت، گابرو است و دیرینگی آن به دوران پالئوزوئیک می‌رسد. در این اندیس، پاراژنز‌های پیریت، هماتیت، لیمونیت، کوارتز یافت می‌شوند.